# Moritz Kienemann
Moritz Kienemann (* 1990 in München) ist ein deutscher Schauspieler und Theaterregisseur.

## Leben
Kienemann wuchs in München auf und stand für zahlreiche Münchner Jugendtheaterclubs auf der Bühne, unter anderem im M8 MIT!-Projekt der Münchner Kammerspiele, dem Jugendclub am Residenztheater München, dem Jugendclub am Münchner Volkstheater und dem Theaterspielhaus München. Häufig trat er erfolgreich mit selbstgeschriebenen Gedichten auf Poetry Slams auf, 2009 etwa wurde er Vierter im deutschsprachigen U20-Wettbewerb in Düsseldorf. Zwischen 2011 und 2015 studierte er Schauspiel an der Hochschule für Schauspielkunst „Ernst Busch“ Berlin. Parallel dazu spielte er im Berliner Arbeiter-Theater sowie am Schauspiel Frankfurt und an der Berliner Schaubühne am Lehniner Platz. Nach seinem Studium führte ihn sein erstes Engagement an das Münchner Volkstheater, wo er von 2015 bis 2017 angestellt war. Zu Beginn der Spielzeit 2017/2018 wechselte Kienemann als festes Ensemblemitglied an das Staatsschauspiel Dresden.
Kienemann wurde 2018 mit dem Erich-Ponto-Preis für herausragende künstlerische Leistungen ausgezeichnet.

## Theaterstücke (Auswahl)
- Schuld und Sühne, Rolle: Sossimow (Münchner Volkstheater, Regie Christian Stückl)
- Medea, Rolle: Jason (Münchner Volkstheater, Regie Abdullah Karaca)
- Erniedrigte und Beleidigte (Staatsschauspiel Dresden), eingeladen zum 56. Berliner Theatertreffen
- In seiner frühen Kindheit ein Garten, Rolle: Anwalt Feuchtenberger (Staatsschauspiel Dresden)
- Das große Heft (Staatsschauspiel Dresden), eingeladen zum 56. Berliner  Theatertreffen

## Filmografie
- 2018: Der Alte, Episode „Die Kunst des Scheiterns“
- 2016: SOKO München, Episode „Ausweglos“

## Hörspiele (Auswahl)
- 2016: Franz Kafka: Das Schloss, Hörspiel in 12 Teilen. Rolle: Barnabas. Idee und Regie: Klaus Buhlert, BR Hörspiel und Medienkunst, als Podcast/Download im BR Hörspiel Pool.[2]
- 2017: Coldhaven von John Burnside, Komposition und Regie: Klaus Buhlert (SWR)  – Hörspiel des Jahres[3]